# Nikolajs Grišuņins
Nikolajs Grišuņins (Ventspils, URSS, 11 de agosto de 1984) es un deportista letón que compitió en boxeo.
Ganó dos medallas de bronce en el Campeonato Europeo de Boxeo Aficionado, en los años 2008 y 2015.
En noviembre de 2016 disputó su primera pelea como profesional. En su carrera profesional tuvo en total 15 combates, con un registro de 12 victorias, dos derrotas y un empate.

## Palmarés internacional
| Campeonato Europeo | Campeonato Europeo      | Campeonato Europeo | Campeonato Europeo |
| Año                | Lugar                   | Medalla            | Categoría          |
| ------------------ | ----------------------- | ------------------ | ------------------ |
| 2008               | Liverpool (Reino Unido) | Medalla de bronce  | 81 kg              |
| 2015               | Samokov (Bulgaria)      | Medalla de bronce  | 91 kg              |